# Karolin (województwo kujawsko-pomorskie)
Karolin – wieś w Polsce, położona w województwie kujawsko-pomorskim, w powiecie radziejowskim, w gminie Osięciny.
Miejscowość jest sołectwem.
W latach 1975–1998 Karolin administracyjnie należał do województwa włocławskiego.
Przed 2023 r. miejscowość była częścią wsi Osięciny.
Jako wieś wymieniony w wieku XIX jednakże bez opisu .